# استاریه کالتاسی
استاریه کالتاسی (انگلیسی: Staryye Kaltasy) یک شهرک در شهرستان کالتاسینسکی استان باشقیرستان کشور روسیه است.